# Alto (Washington)
Alto az Amerikai Egyesült Államok északnyugati részén, Washington állam Columbia megyéjében elhelyezkedő kísértetváros.
Alto postahivatala 1882 és 1903 között működött. A település nevét magasan való fekvése miatt kapta.

## Fordítás
Ez a szócikk részben vagy egészben  az   Alto, Washington című angol Wikipédia-szócikk ezen változatának fordításán alapul.  Az eredeti cikk szerkesztőit annak laptörténete sorolja fel. Ez a jelzés csupán a megfogalmazás eredetét és a szerzői jogokat jelzi, nem szolgál a cikkben szereplő információk forrásmegjelöléseként.